# Prix Francis-Bacon
Pour les articles homonymes, voir Bacon.
Le prix Francis-Bacon (The Francis Bacon Award in the History and Philosophy of Science and Technology) est une distinction en histoire des sciences, décernée par le California Institute of Technology (Caltech) depuis 2005.

## Histoire
Le prix est doté d'une somme de 20 000 $ et il est décerné tous les deux ans, à un chercheur remarquable dont le travail continue à avoir un impact substantiel en histoire des sciences, en histoire des technologies, ou en philosophie des sciences orientée d'un point de vue historique. Le lauréat du prix Bacon est invité à passer dix semaines comme professeur en visite à Caltech pour enseigner et diriger une conférence biannuelle.
Il ne faut pas confondre avec la médaille Francis Bacon décernée de 2001 à 2008 par la Royal Society of Chemistry.

## Lauréats
- 2020 : John Krige
- 2018 : Niccolò Guicciardini
- 2016 : Jürgen Renn[2]
- 2014 : Lisa Jardine
- 2011 : Myles Jackson
- 2010 : Naomi Oreskes
- 2007 : Alexander Jones
- 2005 : Lawrence Principe[3].